# Frisol (equip ciclista)
El Frisol va ser un equip ciclista neerlandès que va competir professionalment entre el 1973 i el 1977.

## Principals victòries
- A través de Flandes: Cees Priem (1975)
- Amstel Gold Race: Jan Raas (1977)
- Milà-Sanremo: Jan Raas (1977)

### A les grans voltes
- Tour de França:
  - 3 participacions (1974, 1975, 1977)
  - 7 victòries d'etapa :
    - 1 el 1974: Henk Poppe
    - 3 el 1975: Cees Priem, Theo Smit (2)
    - 3 el 1977: Jan Raas, Fedor den Hertog, Paul Wellens

  - 0 classificació final:
  - 0 classificació secundària:

- Giro d'Itàlia
  - 1 participacions (1975)
  - 0 victòries d'etapa:
  - 0 classificació secundària:

- Volta a Espanya
  - 3 participacions (1975, 1976, 1977)
  - 8 victòries d'etapes :
    - 2 el 1975: Donald Allan, Hennie Kuiper
    - 4 el 1976: Roger Gilson, Theo Smit (2), Cees Priem
    - 2 el 1977: Fedor den Hertog, Cees Priem

  - 0 classificació secundària: